# روبرت كلارك (لاعب كريكت)
روبرت كلارك (22 أبريل 1924 - 1981)  (بالإنجليزية: Robert Clarke)‏ هو لاعب كريكت بريطاني (وحمل سابقاً جنسية المملكة المتحدة لبريطانيا العظمى وأيرلندا).

## وصلات خارجية
- روبرت كلارك على موقع إي آس بي آن كريك إنفو (الإنجليزية)